# Ommata atrocephala
Ommata atrocephala är en skalbaggsart som beskrevs av Fisher 1947. Ommata atrocephala ingår i släktet Ommata och familjen långhorningar. Inga underarter finns listade i Catalogue of Life.